# Raymond Guiot

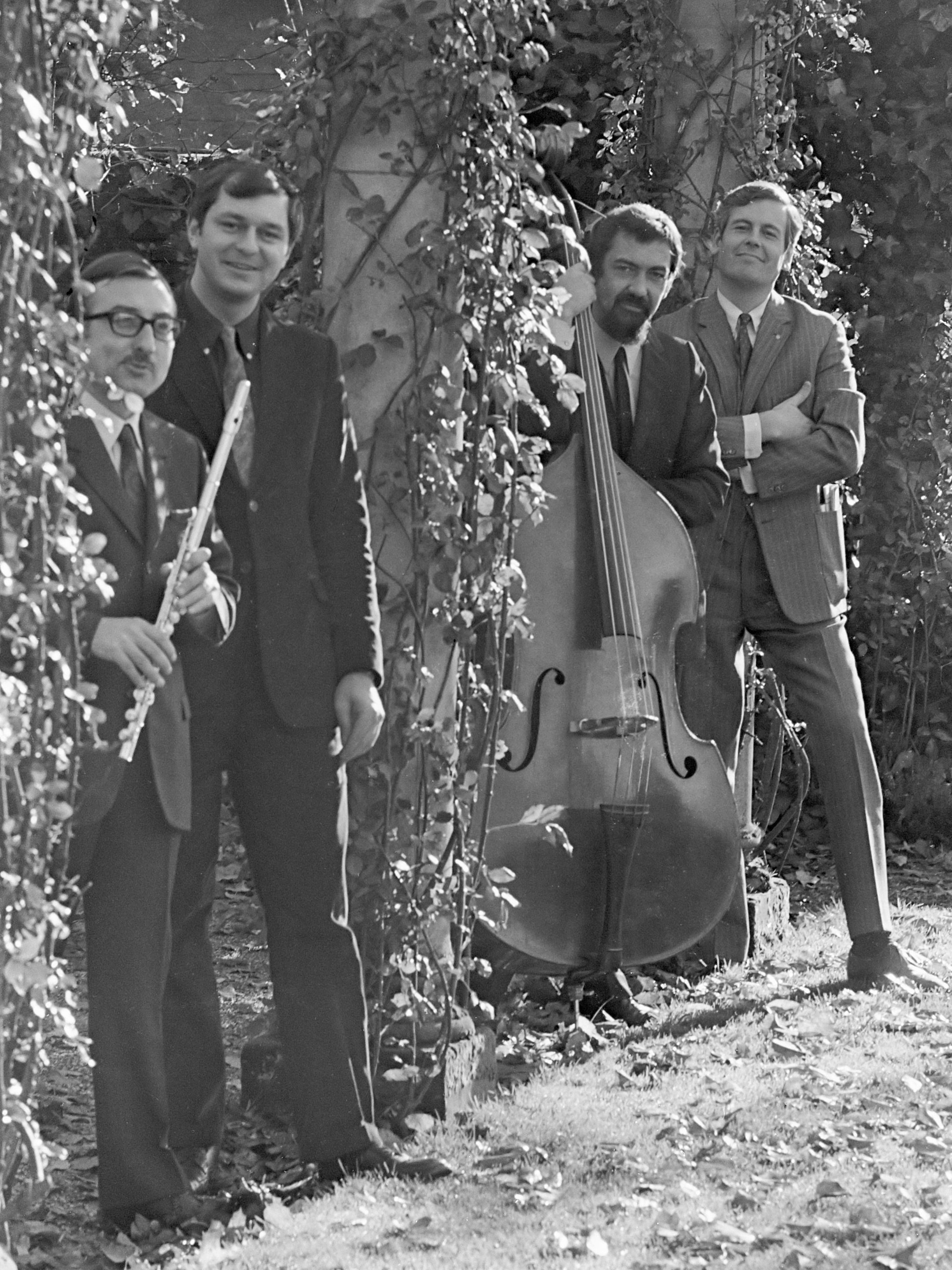
Raymond Guiot (1967) mit seinem Quartett (Daniel Humair, Guy Pedersen und George Gruntz, von links nach rechts)

Raymond Guiot (* 5. Oktober 1930 in Roubaix; † 11. Juli 2025) war ein französischer Musiker (Querflöte, auch Piano) und Komponist, der sowohl im Bereich der klassischen Musik als auch im Jazz und Easy Listening hervorgetreten ist.

## Leben und Wirken
Guiot erhielt ab dem Alter von sieben Jahren eine klassische Musikausbildung am Konservatorium von Lille. Als Schüler des Flötisten Marcel Moyse erhielt er 1947 den ersten Preis des Konservatoriums von Paris. Dann war er drei Jahre lang im Orchester der Opéra de Lille unter Fernand Oubradous und Georges Prêtre tätig. Zwischen 1950 und 1956 lehrte er an École nationale de musique in Calais. Beim Internationalen Musikwettbewerb in Genf gewann er 1954 den ersten Preis.
1956 nahm er eine Stellung im Orchester der Garde républicaine in Paris an und war daneben als Studiomusiker tätig. Zwischen 1962 und 1991 war er Soloflötist in der Pariser Oper. Seit Mitte der 1960er Jahre leitete er eigene Gruppen im Bereich des Jazz, mit denen er mehrere Alben einspielte; daneben trat er im Duo mit dem Bassisten Guy Pedersen auf. Auch ist er auf Alben von André Hodeir, Baden Powell, Maxim Saury oder Elek Bacsik sowie in zahlreichen Filmmusiken zu hören.
Als Komponist erforschte Guiot die Schnittstelle zwischen klassischen Strukturen und dem Jazz-Idiom. Seine Werke werden regelmäßig von Flötisten auf der ganzen Welt aufgeführt und auch aufgenommen.
Ab 1977 unterstützte Guiot Alain Marion am Pariser Konservatorium in der Ausbildung von Flötisten.

## Diskographische Hinweise
- Bach Street (LP, MusiDisc, 1965; mit Michel Hausser, Guy Pedersen, Daniel Humair)
- Haendel with Care (LP, MusiDisc, 1967; mit Michel Hausser, Guy Pedersen, Daniel Humair)
- Scarlatti Sounds (LP, Tele Music, 1968)
- Jazz Baroque Quintet (LP, Tele Music, 1970)
- Joue Domenico Scarlatti (LP, Decca, 1971, mit Bernard Lubat, Georges Arvanitas, Guy Pedersen, Daniel Humair)
- Néo-Classiques (LP, Tele Music, 1972)
- Jazz Panorama (LP, Tele Music, 1973)
- Instruments à vents, vol. 2 (LP, Tele Music, 1974)
- Flûtes & Harpes (LP, Tele Music, 1974)
- Indicatifs (LP, Tele Music, 1975)
- Flûtes & Guitares (LP, Tele Music, 1975)
- Basse contre Basse (LP, Tele Music, 1976)
- Néo-Classiques, vol. 2 (LP, Tele Music, 1983)
- Air Generation (LP, Tele Music, 1985)

Im Duo mit Guy Pedersen
- Indian pop bass (LP, Tele Music, 1970)
- Contrebasses (LP, Tele Music, 1970)
- Musique en Vrac (LP, Tele Music, 1971)

Weitere Einspielungen
- Raymond Guiot & Maurice Plessac Flûte & Clavecin (1971)
- Raymond Guiot & Rene Auteloup Instruments à vent, vol.1 (1971)
- Raymond Guiot & Pierre Bachelet Pianos romantiques (1973)
- Raymond Guiot & Alain Marion Golden Flute Club (Denon, 1988)